# رضاالکریم لیتون
رضاالکریم لیتون (بنگالی: রেজাউল করিম লিটন؛ زادهٔ ۱۱ دسامبر ۱۹۸۰) بازیکن سابق و مربی فوتبال اهل بنگلادش است.
وی همچنین در تیم‌های ملی فوتبال زیر ۱۷ سال، زیر ۲۳ سال، و بنگلادش بازی کرده است.
وی در مسابقات کشوری و بین‌المللی در مجموع برندهٔ ۱ مدال طلا شده است.